# River Song
River Song és un personatge fictici creat per Steven Moffat i interpretat principalment per Alex Kingston a la sèrie de ciència-ficció britànica Doctor Who. River Song fou presentada a la sèrie com una acompanyant futura i experimentada del protagonista de la sèrie, el Doctor, un extraterrestre de la raça dels Senyors del Temps que viatge a través del temps i l'espai amb el TARDIS. Com que River Song també és una viatgera del temps, les seves aventures amb el Doctor no segueix un ordre cronològic; la seva primera trobada (segons la perspectiva dels espectadors, que és la mateixa perspectiva que el Doctor), és la primera trobada per ell i la darrera per a ella. En aparicions posteriors, River és una acompanyant del Doctor (l'onzena encarnació interpretada per Matt Smith).